# Bryhnia scabrida
Bryhnia scabrida là một loài Rêu trong họ Brachytheciaceae. Loài này được (Lindb.) Kaurin mô tả khoa học đầu tiên năm 1892.